# Жуково (Картузький повіт)
Жуково (пол. Żukowo) — село в Польщі, у гміні Жуково Картузького повіту Поморського воєводства.
Населення — 1028 осіб (2011).
У 1975-1998 роках село належало до Гданського воєводства.

## Демографія
Демографічна структура станом на 31 березня 2011 року:
|          | Загалом | Допрацездатний вік | Працездатний вік | Постпрацездатний вік |
| -------- | ------- | ------------------ | ---------------- | -------------------- |
| Чоловіки | 511     | 152                | 326              | 33                   |
| Жінки    | 517     | 163                | 287              | 67                   |
| Разом    | 1028    | 315                | 613              | 100                  |